# Pepsideild 2017
Die Pepsideild 2017 war die 106. Spielzeit der höchsten isländischen Fußballliga. Sie begann am 30. April 2017 und endete am 20. September 2017 mit dem 22. Spieltag.

## Modus
Die zwölf Teams der Liga spielten in einer einfachen Hin- und Rückrunde gegeneinander, so dass jedes Team 22 Spiele absolvierte. Die zwei letztplatzierten Mannschaften stiegen zum Saisonende ab.
Der Meister war für die Qualifikation der Champions League 2018/19 zugelassen, die zweit- und drittplatzierte Mannschaft sowie der Pokalsieger zu jener für die Europa League.

## Vereine
Im Vergleich zum Vorjahr veränderte sich die Ligazusammensetzung folgendermaßen: ÍF Fylkir Reykjavík und Þróttur Reykjavík stiegen als elft- bzw. zwölftplatziertes Team der Saison 2016 in die 1. deild karla (2. Leistungsstufe) ab. Der dortige Meister KA Akureyri sowie der zweitplatzierte UMF Grindavík stiegen dagegen in die erste Liga auf.
| Verein               | Wappen                    | Stadt          | Stadion           | Kapazität |
| -------------------- | ------------------------- | -------------- | ----------------- | --------- |
| ÍA Akranes           | ÍA Akranes                | Akranes        | Norðurálsvöllur   | 04.850    |
| FH Hafnarfjörður     | FH Hafnarfjörður          | Hafnarfjörður  | Kaplakriki        | 06.738    |
| Breiðablik Kópavogur | Breiðablik Kópavogur      | Kópavogur      | Kópavogsvöllur    | 05.501    |
| Fjölnir Reykjavík    | Fjölnir Reykjavík         | Reykjavík      | Fjölnisvöllur     | 01.300    |
| UMF Grindavík        | Ungmennafélag Grindavíkur | Grindavík      | Grindavíkurvöllur | 01.750    |
| KA Akureyri          | KA Akureyri               | Akureyri       | Akureyrarvöllur   | 03.500    |
| KR Reykjavík         | KR Reykjavík              | Reykjavík      | KR-völlur         | 03.333    |
| Valur Reykjavík      |                           | Reykjavík      | Hlíðarendi        | 03.000    |
| Víkingur Reykjavík   | Víkingur Reykjavík        | Reykjavík      | Víkin             | 01.100    |
| UMF Stjarnan         | Ungmennafélagið Stjarnan  | Garðabær       | Stjörnuvöllur     | 01.292    |
| ÍBV Vestmannaeyjar   | ÍB Vestmannaeyja          | Vestmannaeyjar | Hásteinsvöllur    | 02.834    |
| UMF Víkingur         | UMF Víkingur              | Ólafsvík       | Ólafsvíkurvöllur  | 01.130    |

## Abschlusstabelle
| Pl. | Verein               | Sp. | S  | U | N  | Tore    | Diff. | Punkte |
| --- | -------------------- | --- | -- | - | -- | ------- | ----- | ------ |
| 1.  | Valur Reykjavík (P)  | 22  | 15 | 5 | 2  | 043:200 | +23   | 50     |
| 2.  | UMF Stjarnan         | 22  | 10 | 8 | 4  | 046:250 | +21   | 38     |
| 3.  | FH Hafnarfjörður (M) | 22  | 9  | 8 | 5  | 033:250 | +8    | 35     |
| 4.  | KR Reykjavík         | 22  | 8  | 7 | 7  | 031:290 | +2    | 31     |
| 5.  | UMF Grindavík (N)    | 22  | 9  | 4 | 9  | 031:390 | −8    | 31     |
| 6.  | Breiðablik Kópavogur | 22  | 9  | 3 | 10 | 034:350 | −1    | 30     |
| 7.  | KA Akureyri (N)      | 22  | 7  | 8 | 7  | 037:310 | +6    | 29     |
| 8.  | Víkingur Reykjavík   | 22  | 7  | 6 | 9  | 032:360 | −4    | 27     |
| 9.  | ÍBV Vestmannaeyjar   | 22  | 7  | 4 | 11 | 032:380 | −6    | 25     |
| 10. | Fjölnir Reykjavík    | 22  | 6  | 7 | 9  | 032:400 | −8    | 25     |
| 11. | UMF Víkingur         | 22  | 6  | 4 | 12 | 024:440 | −20   | 22     |
| 12. | ÍA Akranes           | 22  | 3  | 8 | 11 | 028:410 | −13   | 17     |

Platzierungskriterien: 1. Punkte – 2. Tordifferenz – 3. geschossene Tore

| (M) | amtierender isländischer Meister     |
| (P) | amtierender isländischer Pokalsieger |
| (N) | Neuaufsteiger der letzten Saison     |